# Grant Muller
Grant Muller (Johannesburg, 16 juli 1970) is een Zuid-Afrikaans golfprofessional die actief was op de Sunshine Tour.

## Loopbaan
Voordat Muller in 1992 een golfprofessional werd, was hij een goede golfamateur.
In oktober 1997 behaalde hij op de Sunshine Tour zijn eerste profzege door de Vodacom Series: Kwazulu-Natal te winnen. In juni 2010 behaalde hij zijn tweede profzege door de Lombard Insurance Classic te winnen nadat hij de play-off won van TC Charamba.

## Prestaties

### Professional
Sunshine Tour
| Nr. | Datum           | Toernooi                      | Score        | Score | Info                            |
| --- | --------------- | ----------------------------- | ------------ | ----- | ------------------------------- |
| 1   | 25 oktober 1997 | Vodacom Series: Kwazulu-Natal | 71+70+70=211 | –5    | [ 1 ]                           |
| 2   | 6 juni 2010     | Lombard Insurance Classic     | 71+63+67=201 | –15   | Won de play-off van TC Charamba |